# Приморско
Приморско е курортен черноморски град, който се намира в Югоизточна България – област Бургас; в близост до градовете Созопол и Ахтопол. Градът е административен център на община Приморско. Разстоянието до Бургас е 50 км. По данни на ГРАО към 15 март 2024 г. в града живеят 3301 души по настоящ адрес и 3335 души по постоянен адрес.

## География

### Местоположение
Приморско е разположен на полуостров, вдаден в Черно море между лагуната залив Стамополу и Дяволския залив, в подножието на странджанските върхове. До Приморско се намира втората по дължина плажна ивица по българското Черноморие след плажната ивица Камчия-Шкорпиловци.

### Климат
Климатът в Приморско се характеризира като средиземноморски, субтропичен влажен (Csa,Cfa по Климатична класификация на Кьопен), с мека, влажна зима и топло, сухо лято, с черноморско влияние от изток, континентално влияние от запад и средиземноморско от юг. Приморско има есенно-зимен максимум и летен минимум на валежите като годишната им стойност е 600 литра на квадратен метър, което е типична черта на субтропичната зона и Средиземноморието. Лятото се характеризира с най-слаби валежи. Лятото и есента са типично средиземноморски – дълги и сухи. Максималните температури рядко надвишават 32 – 33 °С, което е характерно за средиземноморската област. Средната дневна температура на въздуха през лятото е 27 °С, на морската вода 26 °С, като максимални дневни температури над 20 °C се срещат през всички месеци на година. Летните нощи са прохладни, което е още един белег на Средиземноморието. Средните минимални и максимални температури са положителни през цялата година. Приморско се характеризира с горещо лято, мека зима, хладна пролет и топла есен. Есента е по-топла от пролетта средно с 3 °С, което се дължи на влиянието на Черно море. В Приморско Маслен нос е част от най-източния ръкав на българското Черноморие, вдаден навътре в морето и най-южната точка на Бургаския залив предпазен от север с температури от около 3 °С по-високи от цялото Южно Черноморие. Зимите са най-безснежни за цялата страна. В Приморско има регистрирани данни за абсолютно безснежни зими, като явлението се проявява през няколко години.
Безмразовият период е най-продължителният в страната – от април до декември. През лятото преобладава бризовата циркулация, която се заражда благодарение на откритата водна площ и денонощния режим на температурата. През зимата преобладаващи са северните и североизточни ветрове, като понякога тяхната скорост надхвърля 30 м/сек.

Средните годишни температурни разлики (амплитуди) са с най-малки отклонения за страната. Слънчевото греене е над 2200 часа годишно, като особено интензивно е то през лятото, когато обхваща около 65% от светлата част на деня. В района на град Приморско (резиденция Перла) са измерени 293 слънчеви дни в годината. През пролетта от февруари до април климатът е с типично черноморско влияние с по-ниски температури, което е резултат от ниските температури на морската вода. Зимата е типично влажна, мека и безснежна. Снежната покривка отсъства, а при краткотрайни застудявания е много непостоянна, задържа се едва няколко часа, в редки случаи от 1 до 2 дни. Средната зимна температура на въздуха през декември е 8,6 °C, на водата 9,5 °C. В Приморско виреят редица субтропични растения, като Washingtonia filifera, Chamaerops humilis, маслина – Olea europaea, Trachycarpus fortunei, Зокум – Nerium oleander, японска мушмула – Eriobotrya japonica, Смокиня – (Ficus carica), Magnolia grandiflora, Pinus pinea – (пиния), Feijoa – (Фейхоа), Phoenix canariensis, Phoenix dactylifera и др.
Максималните и минимални температури както и количеството валежи в Приморско са идентични с тези на Истанбул, Турция, като климатът се определя като (USDA) климатична зона 9А.
Господстващите ветрове в Приморско по местни названия са:
- югът – топъл и силен вятър, който духа откъм Беломорието.
- бялъс – топъл, опустошителен вятър, който духа откъм Мраморно море и изсушава почвата през ранната пролет.
- морскиет – бриз, влажен източен вятър, който през лятото непрекъснато духа през деня от морето към сушата, а през нощта, в обратна посока.
- йесникът – североизточен вятър, който разкъсва облаците, прогонва мъглите и времето се изяснява.
- горнье – е силен, студен западен вятър.
- пуряс – студен северен вятър, който духа през зимата.[10]

| Климатични данни за Приморско, България | Климатични данни за Приморско, България | Климатични данни за Приморско, България | Климатични данни за Приморско, България | Климатични данни за Приморско, България | Климатични данни за Приморско, България | Климатични данни за Приморско, България | Климатични данни за Приморско, България | Климатични данни за Приморско, България | Климатични данни за Приморско, България | Климатични данни за Приморско, България | Климатични данни за Приморско, България | Климатични данни за Приморско, България | Климатични данни за Приморско, България |
| Месеци                                  | яну.                                    | фев.                                    | март                                    | апр.                                    | май                                     | юни                                     | юли                                     | авг.                                    | сеп.                                    | окт.                                    | ное.                                    | дек.                                    | Годишно                                 |
| Абсолютни максимални температури (°C)   | 22                                      | 25                                      | 27                                      | 30                                      | 33                                      | 41                                      | 39                                      | 38                                      | 33,5                                    | 34,5                                    | 27,2                                    | 22                                      | 41                                      |
| Средни максимални температури (°C)      | 8,9                                     | 10,3                                    | 12,9                                    | 15,8                                    | 21,5                                    | 26,8                                    | 29,0                                    | 28,8                                    | 24,8                                    | 19,5                                    | 14,8                                    | 11,2                                    | 18,7                                    |
| Средни минимални температури (°C)       | 2,3                                     | 2,8                                     | 5,5                                     | 9,0                                     | 13,8                                    | 17,7                                    | 20,8                                    | 20,5                                    | 16,7                                    | 12,8                                    | 8,3                                     | 4,6                                     | 11,2                                    |
| Средни месечни валежи (mm)              | 59,9                                    | 38,3                                    | 49,4                                    | 31,2                                    | 36,7                                    | 25,2                                    | 22,6                                    | 52,2                                    | 52,5                                    | 95                                      | 61,3                                    | 59,5                                    | 583,8                                   |
| --------------------------------------- | --------------------------------------- | --------------------------------------- | --------------------------------------- | --------------------------------------- | --------------------------------------- | --------------------------------------- | --------------------------------------- | --------------------------------------- | --------------------------------------- | --------------------------------------- | --------------------------------------- | --------------------------------------- | --------------------------------------- |
| Източник: Шаблон:World weather online   |                                         |                                         |                                         |                                         |                                         |                                         |                                         |                                         |                                         |                                         |                                         |                                         |                                         |

### Релеф
Релефът на Приморско е разнообразен. Живописният Маслен нос, нос Коракя, устието на река Ропотамо, Дяволска река, скални образувания като Лъвската глава и двата просторни плажа с чисти и фини пясъци са обградени с живописни дюни.
Крайбрежната зона се характеризира със заоблени форми. На запад от град Приморско се намира хълмът Узунжа, с който завършва третото поред най-високо разклонение на Странджа планина в този край. Релефът на Приморско е уникален с разнообразието и красотата си.
Безспорно сред неговите забележителности особено се открояват плажните му ивици, които са с площ 1190 хиляди квадратни метра защитени дюни и плажове.
Плажовете и дюните са териториално локализирани в няколко района:
- „Аркутино“
- „Устието на Ропотамо“
- „Перла“
- „Стамополу“
- „Приморско – север“
- „Приморско – юг“
- „Дяволския залив“
- „Международен младежки център“ (ММЦ)
- „Дяволското устие – централен“

По размера на плажовете, отнесени към общата площ на територията, община Приморско е с най-добър показател, сравнен с останалите крайморски общини в България.

### Лагуни
Типични лагуни са: Ропотамо, Аркутино и Стамополу. Това езерно образование и свързаните с него влажни зони придават характерен, неповторим облик на ландшафта. Блатото е гъсто обрасло с блатна растителност и бреговете му не са ясно очертани. Дълбочината му не надвишава 1 метър, а дъното му е покрито с дебел слой тиня. Установено е, че при силни щормове морската вода навлиза в пределите на блатото и водата му слабо се осолява. 
Сладководните басейни не са замърсени с химически вещества.
Природна даденост с доминираща роля за развитието на общината има Черно море. Основно преимущество на крайбрежните води е тяхната чистота, както и по-високата им температура (с 1 – 2 °С) в сравнение с водите на Северното Черноморие. Друг благоприятен фактор е ниската соленост на Черно море – 18‰, както и слабо изразените приливи и отливи, а също така и липсата на опасни обитатели.

### Екология
Поради липса на големи промишлени предприятия, екологичната обстановка не е застрашена от промишлени замърсявания и отпадъци. Все още има случаи на бракониерство в държавните и общински земи. Опазването на биологичното разнообразие изисква политика, която да обхваща наличните предприятия, селското стопанство и туризма. Необходимо е да се приемат точни анализи и оценки за досегашното използване на горите и земята и ясно да се определят приоритетите в опазване на околната среда. Наложителна е оптимизация на лова и риболова, както и дървесните и растителни видове. През 1998 г. град Приморско е награден с престижното отличие „Син флаг“ от Европейската фондация за екологично обучение, заради изключително съхранената природа в района.

## Природа

### Растителност
Приморско попада в Тракийско-странджанската физикогеографска област. Растителното разнообразие може да бъде разделено на два основни дяла – растителност в Странджанската част и растителност в Южнопричерноморска част. Общото за растителността и в двата дяла е, че тя има средиземноморски белези.
Характерен тип растителност за Южнопричерноморска област са заливните гори – лонгози, които представляват смесени широколистни гори, предимно от благун, полски бряст и остролист ясен, между които се развиват клен, габър, дива круша, дива ябълка, летен дъб и много лиани: обикновен повет, дива лоза, скрипка.
За пясъчните плажове и дюни е характерна псамофилна растителност: крайморски ветрогон, млечка, морска горчица, пясъчна метличина, вълмо, приморска люцерна, пясъчен ечемик, пясъчна псама. По-навътре в крайбрежието се срещат глог, къпина, драка, които представляват преходна растителност към горския пояс.
Пясъчната лилия, която се среща по пясъчната ивица на Аркутино и до устието на река Ропотамо е терциерен реликт и защитен вид.
В блатото Аркутино сред водната и блатна растителност включени в Червената книга или защитени видове са: бяла и жълта, безкоренчеста волфия и блатното кокиче.
Други защитени видове са ефедрата и морския пелин, които са лечебни растения.
В района на община Приморско се срещат приблизително 1120 вида растения.
В този брой не се включват културните растения и плевелите, а само онези, които са се „заселили“ по силата на природните закони. Естествената флора на района се е запазила почти навсякъде (едва 24,76% от площта на общината са земеделски земи).
Дивите растения включват 28 дървесни вида, 16 вида храсти и над 120 вида треви от общо 58 семейства.
Горите в общината са разположени на площ от 250 368,040 декара или 71,39% от общата площ. В местността Тополова каба и Дудино растат две вековни дървета на възраст 370 години, които са обявени за защитени обекти.
В населените места на община Приморско са създадени 10 парка и градини с обща площ 210 000 квадратни метра, като на 1 човек от общината се пада по 34,03 квадратни метра изкуствено създадена зелена площ. Това е показател, който нарежда общината на първо място сред общините на Черноморското крайбрежие.

### Животински свят
От влечугите се срещат жълтокоремник, балкански гекон, вдлъбнаточел и леопардов смок, слепок, голям стрелец, смок мишкар, шипоопашата и шипобедрена костенурка. От бозайниците – дива свиня, сърна, лисица, чакал, дива котка, вълк, сив хомяк, мишевиден сънливец, белка, златка. Птици – кълвачи, дрозд, синя гарга, бекасини, сойка, авлига, славей, чинка, кос, грабливи птици.
По крайбрежните скали се срещат множество безгръбначни – миди, мамарци, охлюви, морски рак, лигия, специфични насекоми като хирономиди и хищните мухи. В малките водни басейнчета, образувани по скалите от дъждовна или морска вода се развиват съобщества от разнообразни безгръбначни, пригодени за живот в това местообитание. Крайбрежната пясъчна ивица също е населена с безгръбначни.
Крайбрежните скали се използват за гнездене от белия ангъч и корморана, скалния гълъб и скалния дрозд, алпийския и черния бързолет, керкенеза. Направо върху пясъка гнезди морският дъждосвирец, а най-разпространена е сребристата чайка.
Черноморските езера и блата са орнитологично важни места. Гнездят тръстиковият дрозд, блатното и мочурливо шаварчета, зеленоглавата патица, сивата патица, лятното бърне, няколко вида чапли, малкият воден бик, блестящият ибис и лопатаря, черната рибарка и черноглавата чайка. Край сладководните блата се срещат и белочелата и зеленоногата водни кокошки.
Фауната на Черно море е около три пъти по-бедна от тази на Средиземно море. В Приморско са установени около 30 вида зоопланктон, около 650 различни вида червеи, 640 вида ракообразни, 200 вида мекотели, 180 вида риби (140 вида се срещат по българското крайбрежие), 4 вида бозайници – 3 вида делфини и тюлен монах, 150 вида от други таксономични групи.
Около 30% от фауната е със средиземноморски произход. Има реликти от плиоценския Понтийски басейн.

### Защитени територии
В Приморско се намират следните защитени територии:
- Резерват „Ропотамо“, обявен през 1992 г. с площ 1000,7 ха, като включва в себе си съществуващите до този момент резервати „Аркутино“ (96,6 ха), „Змийския остров“ (1 ха) и „Морски пелин“ (14 ха), лонгозните гори по р. Ропотамо и част от пясъчната ивица от устието на р. Ропотамо до моста в местността Калдръм Гечит. По-голямата му част (с площ от 6289 дка) попада в землището на Приморско. В рамките на резервата влизат природните забележителности: устие на р. Ропотамо и скалното образувание Лъвската глава. Резерватът има обявена буферна зона с площ 707,7 ха, в границите на която влиза природната забележителност Маслен нос с площ от 176 дка. За Маслен нос са характерни скалните образувания и фиордите, той е подслон за колонии на различни видове прилепи. Обитава се от елен, диво прасе, дива котка и чакал. В миналото е приютявал колонии на тюлена-монах.

В блатото Аркутино преобладават тръстиката, теснолистният папур, бялата водна роза, морският болбосхьонус, ежовата главичка и плаващият роголистник. Срещат се безкоренчеста волфия и блатно кокиче. Влажните зони около р. Ропотамо са значима междинна станция по Западночерноморския прелетен път на птиците. По него два пъти в годината преминават пеликани, сиви и момини жерави, орли змияри, патици, гъски и др. По тази причина резерватът Аркутино е една от четирите влажни зони охранявани от Рамсарската конвенция. Други редки видове, които гнездят са няколко вида чапли, ням лебед и бухал. От земноводните се срещат няколко вида жаби, включително и балканската чесновница, която е включена в Червената книга. От влечугите – черноврата стрелушка, двата вида водни змии и обикновената блатна костенурка. От бозайниците интересни са видрата и няколко вида прилепи.
На Змийския остров (Св. Тома) напролет могат да се видят големи ята чайки, а по време на пролетния и есенния прелет много видове спират на острова за почивка и храна. На острова има популация от рядката полевка на Гюнтер. За острова е характерно изобилието от кактуси опунция, привнесен вид.
Лонгозните гори на територията на резервата се състоят главно от полски ясен, полски бряст, черна елша и др. От лианите най-широко разпространени са скрипката, поветът, гръцкият гърбач и бръшлянът. В подлеса се срещат кавказка иглика, странджански лопух, битински синчец, черноморска ведрица. По пясъчната ивица се среща пясъчна лилия.

- Поддържан резерват „Водни лилии“ с площ 13,6 ха. Местността в старото корито на р. Ропотамо е обявена за резерват през 1962 г. с цел опазване на голямо находище на водни лилии и ясенова гора с типичен лонгозен характер.

- Пясъчни дюни „Перла“ – заемат площ от 240 дка. Имат статут на природна забележителност от 1994 г.

## История
Много често по брега могат да се намерят изхвърляни от морето парчета от древни керамични съдове. Открити са 4 светилища, 12 долмени и 10 могилни некропола.
Най-ранните исторически сведения за община Приморско са от III в. пр. Хр. При археологични разкопки през 1922 г. при устието на р. Ропотамо са открити останки от праисторическо езерно селище.
От времето на траките са останките на крепост, открити на десния бряг на реката, западно от вх. „Китка“.
На територията на днешната община Приморско по-късно съществува и римско селище. Намерен е хромел от бял варовиков шуплест морски камък.
През 2003 г. е открито дълго търсеното антично светилище на Ранули, наречено Бегликташ. То се намира при устието на р. Ропотамо и е най-дълго просъществувалото населено място в района. Според историците това е една от най-големите крепости-градове в България, която през Средновековието е била областен център. Зидовете на Ранули, извисяващи се на хълма, днес обграждат около 30 дка площ. През същата година на около 2 – 3 километра от крепостните му стени учените разкриват почти недокоснато от времето светилище-обсерватория, изградено от огромни частично обработени каменни късове, подредени в неправилни кръгове, като в определени дни на годината слънчевите лъчи проникват през процепите между тях. Локализирани са жертвеникът, олтарът, тронът и най-големият известен на науката долмен. Съоръжението е съградено през XIV век пр. Хр., като се смята, че е използвано до V век сл. Хр. То се определя от археолозите като най-ранното открито тракийско магелитно светилище в Югоизточна Тракия и Черноморското крайбрежия. Намерените керамични съдове там доказват, че още през III в. пр. Хр. се е осъществявала връзка с народите на остров Крит, Троя, Египет и други. Светилището му се свързва с култа към плодородието, Богинята Майка и орфическото просвещение и обезсмъртяването на Хероя. Големите скални късове са частично обработени от човешка ръка и монтирани на място, а каменните плочи и блокове са подредени в уникални форми.
При падането на Българското царство под османска власт и завземането на крепостта Урдовиза, селищата югозападно от днешно Приморско (сред които Китен, Ясна поляна, Писменово) стават част от т. нар. област „Хасекията“ – свещените имоти на султан Мехмед I.
През 1879 г. на полуостров Кюпрюбурун е създадено селището Кюприя – сега град Приморско.
За основаването му дейно участие вземат поп Георги Стоянов Джелебов от Бургас, Поп Петко Г. Попов и даскала Киро Петров Мостров. 
Поп Георги развивал апостолска дейност по признаването на българската кауза и установяването на българската църква в целия Бургаски район – от Анхиалско (Поморийско), Месемврийско (Несебърско), през Малкотърновско до Лозенградско, като посетил над 300 села. Посещавайки многократно селата в Малкотърновско и Лозенградско, той работил съвместно с поп Петко Георгиев Попов, ревностен поддръжник на българщината, за установяване на църковна независимост. Апостолската дейност на двамата свещеници започнала през 1867 г. и продължила до окончателното приобщаване на българското население към българската кауза и българската църква, обикаляйки района в повечето случаи пеша, зиме, лете в студ, пек и дъжд – затова е написал историкът Георги поп Аянов в книгата си “Малко Търново и...” още през 1939 г. Поп Петко Г. Попов създал през 1879 г. две църкви (които са действащи днес), а заедно с даскала Киро Петров Мостров създали първото училище и с това положили основите на един красив и привлекателен град по Южното Черноморие – Приморско.
На 24 май 1868 г. в Бургас направили /кои?/ втория сериозен опит за честване на паметта на братята Кирил и Методий, след като първият опит бил провален от гръцките свещеници, като затворили /кои?/ църквата и излезли извън града, въпреки че били официално поканени на богослужението. За честването на всеславянския празник през 1868г. поп Георги замислил да не се търси съдействието на гръцките свещеници. Това първо честване на светите братя се провело на открито извън града, край вятърната мелница на Христо Бората (Мелницата на Бората). Тогава това било някъде в района на днешната Трета поликлиника, в близост до ул. “Генерал Гурко”. 
Поп Георги застанал начело на новото църковно-училищно настоятелство, организирано от него и още в първото заседание на настоятелството било взето решение да се намерят средства чрез подписка и дарения за откриване на българско училище и черква, като за тая цел той сам отстъпил собствената си къща в Бургас, на мястото, където днес се издига катедрала „Св. Св. Кирил и Методи”. След известно приспособление църквата и училището били вече готови за служене в тях и през 1869 г. била извършена първата църковна служба на църковно-славянски език от поп Георги.
През същата 1869г. било открито наново и българското училище, като за учител бил условен Боян (Стилиян) Керемидчиев от Ямбол, а за свещеник бил поканен поп Димитър от Карнобат. Поп Георги се отдал на апостолска служба за духовно и политическо освобождение на своите братя. Поп Георги се явил на историческата сцена в един момент, когато църковната борба е била в своя разгар, но и идеята за политическа свобода била също доста назряла. Но той, макар да е бил съучастник и на тая идея, смятал, че духовното ни освобождение трябва да предшества политическото.
След Руско-турската освободителна война, съгласно решенията на Берлинския договор, много български територии остават в пределите на Османската Империя. Област Хасекията е сред тях. Хиляди жители от Странджанския край по това време напускат селата си и се заселват в днешните земи на община Приморско и във вътрешността на България. Това са и едни от първите участници в подготовката и провеждането на Илинденско-Преображенското въстание през 1903 г.
През 1910 г. се провеждат първите общински избори за кмет на с. Кюприя. Избран е Станчо Костадинов, който изиграва съдбовна роля за развитието на селото.
До 1912 г. българо-турската граница е минавала на 4 км от с. Кюприя през залива Атлиман, а в с. Алан Кайряк (Ясна поляна) е имало ГКПП.
При подмяната на имената на селища и градове в България от чужд произход с. Кюприя е преименувано на с. Приморско (съгл. Указ на Цар Борис III, „Държавен вестник“, 1934 г.).
През 1939 г. е построено пристанище, откъдето България изнася въглища, дърва, минни подпори и траверси за Турция и Гърция.
През 1957 г. започва строежът на Международния Младежки Център – Приморско, който е важен фактор в културното развитие на общината.
През 1981 г. по случай 1300 години от създаването на България с. Приморско е обявено за град (съгл. Указ № 2190/16.10.1981 г. на Държавния съвет на НРБ).
В периода от Съединението на България до средата на XX в. основни поминъци на местното население са дребно земеделие, скотовъдство, сезонна горска работа, добив на дървени въглища.
След 1944 г., когато се приема Законът за трудовото кооперативно земеделско стопанство (ТКЗС), животът и работата на жителите на община Приморско се променят. Внедрява се механизираното обработване на земята и събиране на реколтата, а стадата се уедряват. Създават се огромни овощни масиви, започва научна експлоатация и обновяване на горите.
Истинското начало на възраждането на този край започва с доброволното създаване на община Приморско през 1997 г. от град Приморско, с. Писменово, с. Ясна поляна и с. Ново Паничарево. През 2001 г. към тях доброволно се присъединяват с. Китен, а през 2002 г. и с. Веселие.

## Население

### Етнически състав
Преброяване на населението през 2011 г.
Численост и дял на етническите групи според преброяването на населението през 2011 г.:
|                     | Численост |
| Общо                | 2965      |
| Българи             | 2214      |
| Турци               | 21        |
| Цигани              | 242       |
| Други               | 19        |
| Не се самоопределят | 15        |
| Неотговорили        | 454       |

## Управление и политика

### Кмет
На местните избори през 2011 година за кмет на Приморско, с 50,38 % (1940 от действителните гласове) на втори тур е избран кандидатът на ГЕРБ Димитър Германов, дотогава кмет на село Ясна Поляна, община Приморско. Втори, с общо 1911 (или 49,62 %) от действителните гласове остава Димитър Димитров, кандидат на коалиция „Димитър Димитров за Община Приморско“. 
Д-р Димитър Германов е преизбран на изборите през 2019 г. на втори тур с 2335 гласа (62,2 %). Заместник кмет е Петко Гечев. 

### Общински съвет
Според Закона за местното самоуправление и местната администрация управлението на град Приморско е съставено от градоначалник и общински съвет от 13 съветници. На всеки четири години се избира нов общински съвет и кмет, като следващите избори са предвидени за 2023 година. Разпределението на местата в общинския съвет след изборите от 27 октомври 2019 година, при изборна активност 70,34 %, е следното: 
| Партия/Коалиция                         | Изборен резултат | Получени гласове | Места |
| --------------------------------------- | ---------------- | ---------------- | ----- |
| ГЕРБ                                    | 50,00 %          | 1573             | 7     |
| Местна коалиция „Мир“ („Воля“, БЗНС)    | 15,77 %          | 493              | 2     |
| ПП ВМРО – Българско национално движение | 12,33 %          | 388              | 2     |
| ПП СДС                                  | 11,76 %          | 370              | 1     |
| БСП за България                         | 7,79 %           | 245              | 1     |

### Побратимени градове
- Винчи, Италия
- Курск, Русия
- Бейкоз, Истанбул, Турция

## Икономика и инфраструктура

### Характеристика
Приморско е български морски курорт и важен туристически и икономически център на Южното Черноморие. Силно развит туризъм и строителство. Поради привлекателността на курортното селище има засилен инвестиционен процес и развитие на строителната индустрия. Инфраструктурата на Приморско е добре оформена, има редовни автобуси до съседните курорти и градове, редовна линия до столицата и редица дестинации в чужбина, аквапарк, ресторанти предлагащи българска традиционна кухня, заведения за бързо хранене, пицарии, кафета, барове, дискотеки, бистра, снек барове и магазини. Атракции като кайт сърф, водни ски, водни пързалки, сърф, скутери, джетове, риболов, разходка с лодка и яхта, плажен волейбол, тенис кортове и много други са само част от забавленията за почиващите туристи.

### Туризъм
Приморско е обявен за национален туристически морски курорт през 1953 г. Туризмът и обслужващата го сфера са най-динамично развити в икономиката на града. Приморско разполага с разнообразни природни ресурси. Предлагат се условия за различни видове туризъм – не само рекреационен, но и културен, риболовен, ловен, спортен, екотуризъм и др. Всяка година Приморско е посещавано от милиони чуждестранни и български туристи. Градът е предпочитана дестинация заради благоприятния климат, красивата си природа, историческите и културни паметници на негова територия, гостоприемното местно население и не на последно място различните атракции предлагани на туристите, които го правят подходящ както за спокойна семейна почивка, така и за интензивна почивка с много партита и емоции. Разположен е в залив във формата на полумесец, осеян от най-чистите, най-дългите и най-големите плажове и дюни на българското Черноморие. Условия за почивка предлагат всички части на курорта: старата градска част на Приморско, новата част на града (новият квартал), селищното образувание Узунджата (северозападно от града), вилната зона (югозападно от града), комплексът ММЦ Приморско (южно от града).

### Транспорт
Крайбрежен панорамен път свързва град Приморско с всички черноморски селища – Китен, Царево, Ахтопол, Дюни, Созопол, Бургас, Несебър, Варна и др. Градът се намира на 60 км от международното Летище Бургас, а на 3 км западно е разположено локално летище Приморско за малки самолети с дължина на пистата 950 м.

### Медии
РРТС Приморско се намира на връх Китка северно от града. Оттук се излъчват националните радио- и ТВ програми за Южното Черноморие.
- Радиостанции в Приморско:

Power FM, БНР Радио Варна, Радио Фокус, TRT-FM, БНР Хоризонт, БНР Христо Ботев, TRT Radyo 4, TRT Radyo 1, Дарик Радио, Енджой, БГ радио, TRT Radyo Haber, Bulgaria ON AIR, Радио Веселина, а понякога през лятото се хващат и турски радиостанции от Истанбул.
- Телевизии в Приморско:
  - ефирни телевизии – БНТ1, Нова телевизия, bTV
  - Кабелна телевизия – Кабелен оператор СКАТ.
  - Главен регионален център и студио за Южното Черноморие на „СКАТ Юг“ на национална телевизия СКАТ и СКАТ+

### Здравеопазване
- Две групови амбулаторни лекарски практики
- Диагностично-консултативен център
- Център за спешна медицинска помощ
- стоматологични кабинети
- аптеки

#### Водоснабдяване и канализация
Източници за питейно водоснабдяване са язовирите „Ясна поляна“ и „Ново Паничарево“. Водопроводната мрежа в Приморско е от железни и пластмасови тръби. Канализационната система на града е от смесен тип. Изградена е пречиствателна станция за отпадъчните води от механично-биологичен тип. 

## Култура и забележителности
- Резерват Ропотамо съхранява огромни популации на рядко срещани ендемитни видове. В близост до гр. Приморско се крие един девствен свят от лонгозни гори, пясъчни дюни и блатни цветя – резерватът „Ропотамо“, обявен за такъв през 1940 г. Той се простира от двете страни на едноименната река върху 1000 ха площ. В състава му влизат по-малките резервати: „Аркутино“ – блато лагуна с богати растителни видове, „Змийски остров“ – известен с кактусите си и змиите, „Морски пелин“ – по името на билката морски пелин, която вирее тук и се използва във фармацията, и 
„Водни лилии“ – обхваща своеобразна лилиева градина в старото речно корито.

Река Ропотамо е дълга 50 км и се образува от реките Росенска и Церовска, извиращи от Странджа. Горното ѝ течение е сладководно, а с приближаването ѝ към морето става соленоводна. Обвитите в сочна зеленина брегове се редуват с пясъчни дюни и интересни скални образувания. В долното течение речните води се спокойни и дълбоки, на места образуват тучни ливади и мочурища, обрасли с тръстика, перуники и лиани. Малко преди устието на Ропотамо бреговете ѝ оформят живописен лиман, заобиколен от лонгозни гори и множество увивни растения. В по-плитките участъци край брега и близо до речните езера растат нежни водни лилии, перуники и тръстика. В резерват „Ропотамо“ се намират много редки животински и растителни видове, някои от които са включени в Червената книга на България. Установено е тукашното местообитание на 226 вида птици, между които бекаси, чинки, дроздове, гривести и речни рибарки, дъждосвирци, диви гъски, пойни и неми лебеди, чапли, пеликани, патици, морски орли, ястреби, лешояди и др. Оттук минава и източноевропейският път на прелетните птици Виа Понтика. Скалите и пясъчните дюни са убежище на различни влечуги: шипобедрената и шипоопашатата костенурка, леопардов, ивичест и вдлъбнаточел смок, смок мишкар и гущери, а по мочурливите места се срещат няколко вида жаби, водни костенурки, сива и жълтогуша водна змия и тритони. От бозайниците са регистрирани 50 вида: благороден елен и лопатар, сърни, муфлони, видри, лисици, чакали и др. Статутът на защитено място не спира бракониерството, заради което мечката, рисът и тюленът монах вече са изчезнали от този район. Около 18% от цялата флора на страната, т.е. 600 вида висши растения, се срещат в „Ропотамо“: бряст, ясен, мекиш, клен, върба, черна елша, обикновен габър, обикновен повет, леска, смрадлика, бръшлян, мъждрян, бук, дъб, хагерово лале, блатно кокиче, водна лилия, пясъчна лилия. Тук се пазят около 11% от растителните видове, включени в Червената книга на България.
Организирано е разглеждането на резервата с лодка по реката. Друга възможност за опознаване на околността е възможна от 2003 г., когато е открит посетителски център, оборудван със зала за демонстрации и достъп до пълна информация за района на резервата. Край р. Ропотамо се извисяват много причудливи скали, вдъхновявали човешкото въображение от столетия. Най-популярна измежду тях е т.нар. Лъвска глава, която е обявена за природен феномен през 1947 г. Всъщност това са множество скални късове, които оформят образа на лъвска глава в профил. Съществуват няколко поверия за този скален масив, приличащ на египетски сфинкс. Според едно от тях на върха на скалата се намира дълбок кладенец, в който е затрупано златно съкровище. То било скрито от прочутия хайдутин Вълчан войвода, който примамил натоварен със злато турски кораб в устието на реката и го подпалил. На името на този войвода е кръстено калето, където се намира Лъвската глава – Вълчаново кале.
Според някои археолози тук се е намирала тракийската крепост Ранули, а скалният лъв е бил неин пазител. Намерените останки от крепостни стени и от средновековна църква дават основание на археолозите да смятат, че вероятно е имало древна крепост, надстроявана от византийци и българи.
- Резерват Аркутино съхранява популации на водни лилии. От по-малките резервати, съставляващи „Ропотамо“, най-забележителен и привлекателен за туристите е „Аркутино“. Той носи името на прилежащото му блато лагуна Аркутино (или Меча лапа), което е получено вследствие на потъване на част от морския бряг. До резервата е една от най-чистите и девствени плажни ивици, която обаче е застрашена от настъпателното застрояване в района. Тази плажна ивица служи като граница между блатото и морето, а коритото на р. Ропотамо е отделено от високи крайбрежни дюни. Водни лилии покриват повърхността на сладководното блато, а между папура и тръстиките се прокрадват блатни ириси, лебеди и чапли. В източния му край са изградени дървен мост и наблюдателна площадка за туристите. Блатото и лонгозната гора около него са обявени за ботанически резерват през 1962 г.

Аркутино притежава многоетажна структура с различен състав на растителните видове, подобна е на екваториалните гори; най-характерната нейна особеност е наличието на лиани.
- Веселите скали – осеяно с големи заоблени камъни място, от където се вижда голяма част от река Ропотамо от птичи поглед, както и Лъвската глава над реката.

- Защитената местност Стамополу

### Беглик таш
Тракийско светилище-обсерватория Беглик таш. Огромни камъни, разположени в кръг сред склоновете на Маслен нос, през които в моменти на слънцестоене и равноденствие преминават слънчевите лъчи, образувайки своеобразен календар. Беглик Таш е открит през 2003 г. и това е най-старото намерено тракийско мегалитно светилище по нашето Черноморие и Югоизточна Тракия. То е съществувало от края на бронзовата епоха (XIII век пр. Хр.) и според археологическите проучвания в него е кипял активен живот до идването на първите християни по тези земи.
Беглик таш се разстила на площ 12 декара и представлява огромен кръг от камъни, положени върху скална повърхност. Големите скални късове, някои от които са с височина 9 метра, са частично обработени от човешка ръка и подредени в невероятни форми. Мястото е било обожествявано от древните траки. Носели са се дарове за боговете и така постепенно е превърнато в светилище. С течение на времето построили жилища за жреците, които го обслужвали.
Светилището се свързва с култа към Богинята майка, плодородието, орфическото посвещение и обезсмъртяването на Хероя. Има намерени полускъпоценни камъни, за които се смята, че са били принасяни като дарове на Богинята майка. Интересно е, че в запазения жертвеник няма следи от принесени жертвени животни, а са открити семена от смокини, сливи, жито и просо. Наблизо до олтара се намира каменният трон, на който е седял владетелят или жрецът. Върху камъните има издълбани дупки, които при слънцестоене пропускат слънчевите лъчи, които огряват тези точки. Камъните изпълнявали и функцията на часовник. Слънчевата светлина, която пада от главния олтар, разделя деня на шест равни части.
Смята се, че светилището Беглик таш е направено през XIV век преди новата ера и не е спирало да функционира до V век от новата ера. Това място е било притегателно за траки, римляни и гърци в различните епохи на своето функциониране. Смята се също така, че върху скалното ложе са се събирали в ритуален съюз върховният жрец и върховната жрица. Ваните, които се намират около ложето, са служели за напълване с вода, олио, мляко и вино. Виното е символизирало земята, олиото – огъня, млякото – въздуха и така са се събирали четирите стихии.
В специално издълбани улеи след дъжд се събирала вода и ако се погледне отгоре, водата образувала соларни символи. Над трона на върховния жрец е имало дървен навес. Най-интересният камък в комплекса Бегликташ е камъкът, наречен Апостол таш. Той е огромен, а се крепи само върху две точки. Смята се, че между основата и камъка е имало вулканичен слой, който е бил премахнат със сечива от обитателите на това място и така горният камък се закрепил върху долния само в две точки. Древният слънчев часовник, който един ден ще бъде реконструиран, е паднал, защото преди по-малко от сто години най-високият камък е паднал и е съборил останалите. До слънчевия часовник се намира Лабиринтът – там младите мъже са определяли насоката на живота си. Тези, които избирали пътя надясно, били насочвани към някой практичен занаят, а тези, които избирали левия път, се превръщали един ден в жреци. Едно от най-интересните изпитания е тесният скален процеп, през който можели да минават само праведните. В Беглик таш има и долмен, който се е използвал само за ритуални цели. Неговата форма символизира женската утроба.

### Паметници на културата
Крайбрежната ивица по протежение на Черно море от курортното селище „Дюни“ до град Приморско е сравнително интензивно наситена с паметници на културата от тракийската ранножелязна епоха, античността и средновековието. Трите тракийски крепости, които се намират – Малкото кале, Вълчановото кале и Маслен нос – са част от една по-голяма верижна система.

#### Тракийска крепост „Малкото кале“
Крепостта Малкото кале се намира на около 3 км северозападно от влажната зона „Алепу“ („Лисицата“) върху най-високия едноименен връх. Оттук се открива широка панорама, обхващаща целия район на влажната зона, с която е бил свързан и животът на траките, които най-интензивно са я обитавали през периода от XІ-I в. пр.н.е.
Археологическите разкопки между 1972 и 1978 година са ръководени от поляка Мечислав Домарадски и от Иван Карайотов от Бургаския окръжен музей. Тези изследвания са част от едно комплексно проучване на Странджа под общото ръководство на проф. Александър Фол в качеството му на директор на Института по тракология. Те дадоха добри резултати и през 1979 г. станаха повод за провеждането на Първия международен симпозиум „Тракия Понтика“, който е имал седем издания. Докладите на шест от симпозиумите вече са публикувани в едноименната поредица на английски, френски, немски и руски език.
Крепостта заема площ от 4 дка и крепостната стена следва спецификата на терена като включва няколко големи скални образувания, играли ролята на крепостни кули в древността. От югозападната стена в един естествен скален процеп се е намирал входът към крепостта. Стената е от ломен камък без спойка като в отделни сектори отделните камъни са по-големи по размер и наподобяват т.нар. циклопски градеж, характерен за укрепленията от периода на микенската култура в континентална Гърция.
Проучването установява, че най-ранните културни напластявания датират от първата фаза на ранножелязната епоха – XI-X в. пр. Хр. Върху тях стъпва крепостната стена, която е била изградена през първите векове на древногръцката колонизация по Черноморския бряг. Жилищата вътре в крепостта са били от дървени подпори и плетеница от пръти, обмазана с глина. Те са били така разположени между скалите, че по-високите от тях са играели ролята на подпори. Всъщност по външен вид тези жилища са наподобявали долмените, в които траките от този период са погребвали своите вождове. Открити бяха много глинени подови замазки и глинени фрагменти от стенната мазилка на жилищата. Най-ранните съдове, характерни за ранната желязна епоха в Тракия и за културния пласт „Троя VIIb2“ по Блеген сега са подредени в началото на експозицията на Археологическия музей в Созопол.
По-късните напластявания на крепостта Малкото кале датират от епохата, когато основаната в края на VII в. Аполония вече е съществувала. Заслужава да се отбележат многобройните фрагменти от амфорна тара, чернофирнисова керамика и керамика с релефна украса от елинистическата епоха. На няколко места бяха открити струпвания (археологически комплекси) от глинени тежести за рибарски мрежи и един склад от каменни топки за прашка, които имат естествен вулканичен произход и се срещат на много места в района, но откриването им в културни напластявания красноречиво говори, че те са били употребявани от халщадските траки и като бойно средство при защита на крепостта с прашки, а вероятно и без тях.
Тежестите за рибарски мрежи са ярко свидетелство, че древните траки са използвали влажните зони и крайбрежната акватория на морето, за да ловят риба. Морските занаяти не са им били чужди и ние дори виждаме едно пластично изображение на котва върху фрагмент халщадска керамика. Според една монета от времето на понтийския цар Митридат VI Евпатор крепостта е била обитавана чак до началото на I в. пр. Хр. и може би точно до 72 г. пр. Хр. когато крайбрежието било завладяно от римския пълководец Марк Лукул. От изворите се знае, че Аполония тогава е била наказана с пълно разрушаване на укрепленията поради присъствието на Митридатови войници в нея. Впоследствие тракиецът Меток, син на Тарула, възстановил крепостната стена на Аполония и това показва, че след завладяването от Рим тракийският етнически елемент повече се чувства в самия град, а крепостите по Меден рид вероятно временно са били изоставени, за да се събудят за живот чак през периода на късната античност – IV-VI в. Затова на Малкото кале се открива керамика от епохата на византийския император Юстиниан I.
Некрополът на крепостта се намира югозападно в непосредствена близост до нея. Той се състои от каменни и насипни могилки и каменни кръгове. В една от проучените две могили се откри елинистическо погребение чрез изгаряне и полагане на останките в глинена урна. Намерена е торква (украса за шия) от бронзова обла тел, която датира от ІІІ в. пр. Хр., има келтски произход и може да се свърже с идването на келтите в Тракия по това време. Погребение от ІV в. пр. Хр. беше открито в големия каменен кръг близо до голямата насипна могила в западното подножие на крепостта, която не беше изчерпателно проучена. В каменните могилки се откриваха изобилни фрагменти от елинистически амфори, сред които най-многобройни бяха внесените от остров Родос през IІІ-ІІ в. пр. Хр.
Перспективи на проучванията на комплекса Малкото кале във връзка с влажната зона Алепу. Находките от крепостта (рибарските тежести) и самото ѝ разположение над Алепу предполагат едни бъдещи проучвания в самата влажна зона и непосредствено около нея. Те би трябвало да имат комплексен характер и да обхванат проблеми от палеоботаниката и палеозоологията, които да обхванат и периода от XІ до I в. пр. Хр., когато е съществувала самата крепост. Съществува възможност в тинята да се открият останки от стари маломерни плавателни съдове и тяхната дървесина да даде данни за датиране по метода на дендрохронологията и радиокарбонния метод. Участието на учени историци, биолози, зоолози, физици и т.н. би могло да даде сериозни резултати. Това предполага организирането на бъдещи интердисциплинарни международни експедиции.

#### Крепостта Бурхама
Разполагаме само с данни, почерпени от стари публикации, че на връх Бурхама от лявата страна на река Ропотамо също има крепост, но през последните десетилетия тя не е посещавана от специалист.
Налага се проверка дали данните в по-старата историография са верни и оценка за датировката и характера на евентуалната крепост.

#### Крепост „Вълчаново (Ченгерско) кале“, „Лъвската глава“, Петров баир, Ранули
На тази крепост са извършвани само археологически наблюдения и е събиран материал от повърхността. В Бургаския музей се пазят две миниатюрни глинени съдчета от ранножелязната епоха, открити от пещерняци между скалите на скалното образувание „Лъвската глава“ (Делирадев 1950, 178, Мегалитите 1, 130 – 131, Странджа, 148; Димитров, 1973, 23 – 34).
Под името „Вълчаново кале“ обявена за паметник на културата от местно значение, разположена на 5 км северно от град Приморско.
Крепостните съоръжения следват особеностите на терена и на недостъпните места липсва каменна стена. Най-добре са запазени отделни сектори на стената от източната и северната страна. Заедно с естествените скални валуни (високи 5 – 7 метра), включени в укрепителната система, те очертават неправилен четириъгълник с площ около 30 дка. Каменната стена на места е градена без спойка, но съществува вероятност да се открие и употреба на бял хоросан. Подобен характер имат някои строежи от вътрешността на крепостта. От източната страна се забелязват следи от вход и по седловината има следи от път към него. Материалите датират от ранната желязна епоха, античността и средновековието.
Някои автори локализират тук средновековната крепост Ранули, която е спомената в прочутия Хамбарлийски надпис, отразяващ мълниеносните победи на хан Крум през 812 г. Възможно е между името на залива „Ватерухи“ и топонима „Ранули“ да съществува някаква историческа връзка, защото първата дума по гръцки означава „жаба“, а втората е съответно умалително на латински език със същата семантика.
Изключително важен обект, който е рядко съчетание на паметник на културата с природна забележителност. Често е предмет на иманярски попълзновения, които го засягат всестранно.

#### Крепост при Маслен нос
На Крепостта при Маслен нос или Зейтинборунско кале са правени само огледи и кратки описания (Делирадев, 1952, 178; Мегалитите 1; Велков, 1963, 32; Димитров, 1972, 46). В литературата е отбелязано, че крепостната стена е от ломен камък без спойка и прегражда носа само от страна на сушата. Това се потвърди и от лични наблюдения. Оттук липсват датиращи материали, но оловните щокове и средновековната керамика, открити в пристанището, говорят, че крепостта е била обитавана през античността и средновековието (виж пристанище Маслен нос).
Северно от крепостта в крайбрежните скали бяха открити десетина позлатени копчета с две кръстосани адмиралтейски котви и надпис „Руско параходно общество“. Това изглежда са остатъци от дрехите на руските моряци от кораба „Царевич“, който се разбил в скалите при Маслен нос през 1902 г. (Бубалов, 1995, 50). Средновековни и по-късни извори наричат носа на гръцки „Еля“ и на турски „Зехтин борун“. Френският географ Жан Белен през 1738 г. отбелязва, че гърците го наричат „Сира“, което е par excelence производно от античното „тера“, което означава „дивеч“, „животни“, „животинско чудовище“, а понякога се употребява и със значение „лъв“, което напомня и достигналия до нас топоним „Лъвска глава“ (виж Крепост Вълчаново кале (Карайотов, 1994, 32 – 35).
Тракийският могилен некропол, който може да се свърже с крепостта Маслен нос, е разположен по склона на Кале баир и се състои от около 30 могилки с каменни крепиди. Те са паметник от национално значение, без още да са обявени.
Необходимо е изработването на първична документация и издаване на специфична заповед на заинтересуваните Министерство на културата, Министерство на околната среда и водите и Министерство на регионалното развитие и благоустройството, в която да бъдат фиксирани границите на крепостния комплекс с прилежащия му некропол и близкия жертвен камък „Апостол таш“.

#### Долмени
Долмените са тракийски мегалитни паметници, използвани за погребване на племенни вождове през периода от ХІІ до VІ в. пр. н. е. При проучването им се откриват следи от многократно използване. В археологическата литература са описани 4 долмена в района на Приморско.
1. Първият долмен е разположен над левия бряг на Ченгерска река (десен приток на Ропотамо). За него е останало описание, според което от главната му камера са запазени две плочи, наклонени назад от тежестта на покрива. От предната камера били запазени само наклонените навътре плочи и част от фасадната.
2. Вторият долмен се намира на западния склон на връх Китка, има запазени странични плочи и две напречни. Предната плоча от покрива е паднала пред долмена.
3. Третият долмен е забелязан също на западния склон на връх Китка. Той заема мястото на един разрушен каменен блок.
4. Четвъртият долмен се нарича „Змейова къща“ или „Змейова дупка“. Намира се на 4 км северно от град Приморско, над извора Георгьов врись върху седловината между върховете Китка и Петров баир. Последният може да се посети лесно, защото се намира близо до парковото шосе от Перла за устието на Ропотамо. От долмена има само частично запазен покрив. Само този долмен от четирите е обявен за паметник на културата от национално значение в Държавен вестник бр. 35 от 1965 г.

Нито един от долмените не е проучен чрез археологически разкопки. В миналото иманяри са нанесли чувствително поражения върху тях (Мегалитите, 1 131, обр. 198; Мегалитите, 2, 348, № 5; Странджа, 149, фиг. 14). Сред намерените материали има керамични урни и съдове от ранножелязната епоха, амфори от VІ-V в. пр. н. е., а в един долмен при с. Звездец са открити елинистически монети на Месамбрия от ІІІ в. пр. н. е.

#### Жертвени камъни
В района на Ропотамо са описани два жертвени камъка. Първият – „Апостол таш“ се намира североизточно от връх Китка, близо до Маслен нос. Вторият се казва Бегликташ и се намира източно край планинския гребен, южно от залива „Света Параскева“. Жертвените камъни са едновременно паметници на културата и природни забележителности и трябва да имат по-особен статут. Сега те не са обявени за паметници (Мегалитите, 2, 348, № 5; Странджа, 149).
Жертвеният камък „Апостол таш“ е със сърцевидна форма, обърната обратно. Пред този блок в скалата има полусферични вдлъбнатини. „Беглик таш“ е естествено положен върху други скали и под него може да се мине свободно. Върху южната му заоблена и недостъпна повърхност има три котлообразни вдлъбнатини с широки бразди при горния им край.

#### Антични и средновековни пристанища
Пристанището Херсонесос, Тера, Ориоспотамо, Падама, Свети Димитър пред устието на река Ропотамо
Останките и следите от голямото многовековно пристанище, което се е намирало точно пред устието на река Ропотамо, сега се откриват по цялото протежение на мислената права от края на моста пред устието до края на скалите в морето, които са всъщност най-вдадената част на нос Свети Димитър. Цялото пространство около тази мислена ос е изпълнено с находки. Докато скалите на носа могат да се възприемат за тяхна източна граница, то западната остава неясна и уточняването ѝ е предмет на бъдещи проучвания. Находките продължават и на сушата в близост до бившето гранично поделение и паметника на загиналия войник. Може да се очаква крепостна стена. В края на XIX век археологът Карел Шкорпил е забелязал една правоъгълна яма, дълга 2,5 м. През 1982 г. тя беше пропаднала в морето и смалена до 1 м, а сега напълно е пропаднала и вълните размиват последните белези от нея.
Първите находки от пристанището са открити през 1976 г. при драгажни работи с плаващия кран „Гигант“. Тогава в колекциите на музеите в Бургас и Варна попадат десетки глинени съдове от късната античност и Средновековието. При оглед на дъното многократно са откривани каменни котви и оловни щокове, а от 1982 до 1989 г. „Морско общество“ – Бургас, провежда мащабни археологически проучвания под ръководството на ст.н.с. Иван Карайотов. За тези изследвания има предварителни публикации (Карайотов 1987, 360; Karaiotov, 1990,64 – 67; Karayotov, 1992, 277 – 280; Минчев, 1982, 26 – 28, № 14 – 25; Карайотов, 1994, 32 – 35; Карайотов, 1995, 58 – 60; 18 – 20). Налага се изводът, че потъването на това антично и средновековно пристанище се дължи на комплексни причини – повишаване нивото на морето, въздействие на прибоите и пропадане на брега и подхлъзване на вулканичните скални пластове.
При подводните археологически проучвания е установена относително точната стратиграфия на потъналото пристанище пред устието на река Ропотамо. На 3,5 – 4 м под подводния грунд в един от проучените квадрати са открити подредени по двойки дървени колове. Между тях са поставени тънки гредички, издялани с квадратно сечение. Те са били обмазани с глина и са намерени стотици фрагменти от нея. Керамичният материал в този пласт датира от ранната фаза на бронзовата епоха т.е. между 2000 и 1750 г. пр.н.е. Над този сочен пласт с дебелина близо 0,50 м следва пласт от ситни камъчета и миди, сред които се откриват цели съдове и фрагменти от епохата на гръцката колонизация на черноморските брегове. Пластовете от 3 м до дънната повърхност са наситени с разбъркани материали от римската епоха, късната античност, Средновековието и Късното средновековие.
Най-интересен при бъдеща съвместна работа на археолози, биолози и геолози е пластът от раннобронзовата епоха. Опитът чрез чужди специалисти за дендрахронология на дървесните останки е несполучлив. Освен дървени колове и гредички в този пласт е открита една каменна мелница и няколко цели керамични съда. В пласта от епохата на колонизацията се намери един цял киликс с чернофигурна украса – схематично изображение на медуза. Тези съдове се датират на границата на архаиката от началото на Vl век пр.н.е. Това е един от най-ранните паметници, почти синхронен с датата на основаването на древна Аполония (Созопол). През ранната епоха пристанището пред устието на Ропотамо се е наричало Херсонесос и това сигурно се дължи на разположението му в северната извивка на големия полуостров, който завършва с Маслен нос.
През римската епоха комплексът от пристанища и пътна станция около големия полуостров са се наричали Тера. Тази дума означава „дивеч“, „чудовище“. Не може да се изключи нейното въздействие при възникването на новия топоним „Лъвската глава“. „Тера“ („дивеч“) косвено говори, че и в далечното минало районът около устието на Ропотамо е бил благодатно място за лов и риболов.
В Средновековието възниква името Ориоспотамо, което означава „Гранична река“. От „Ориоспотамо“ чрез метатеза е произлязло названието на самата река Ропотамо. Това е абсолютно сигурно, макар че ще разочарова романтичните поклонници на легендата за красавицата Ро и тези, които възпроизвеждат името на тази всъщност неподвижна река от гръцкия глагол „рео“, който означава „тека“. През късното средновековие там е съществувало селището Свети Димитър, оцеляло чрез названието на носа. То се споменава в османотурски документи от 1493 г. заедно с близкото селище Ченгер, разположено малко по-навътре в полуострова (Райчевска, 2000, 160 – 161).
Потъналото пристанище при устието на Ропотамо и неговата част, останала върху брега около паметника на загиналия войник и в района на бившето поделение са изключително перспективен обект. Той предполага мащабни интердисциплинарни изследвания от екип включващ археолози, биолози, геолози и други специалисти. Ропотамо събужда интерес и сред чужди специалисти.

#### Пристанище на крепостта „Маслен нос“
Разположено е в южната акватория на острова и е добре защитено от северните и североизточните ветрове. През различни години са откривани десетки каменни и оловни котви, антични амфори от периода на колонизацията и средновековна керамика. В тази акватория през 1969 г. проф. Иван Гълъбов провежда първата българска подводна археологическа експедиция (сега на мястото има паметна плоча, отразяваща този факт). В по-късни години са правили подводно разузнаване експедициите „Шелф-юг“ и групата за подводни проучвания от експедицията „Аполония-Странджа“.
Оттук са извадени каменни котви от ранножелязната епоха, оловни щокове от античността и железни котви от римската епоха, Средновековието и Късното средновековие. Материалите се съхраняват в Бургаския и Созополския музей.
Откритите материали предполагат бъдещи детайлни проучвания, или поне периодични разузнавания и документиране на нови находки, защото на това място котвите и керамичния материал периодично се разкриват и впоследствие отново засипват от по-големи или по-малки бури. Тези проучвания ще дадат възможност да се направи съпоставка с обилните материали от пристанище Ропотамо и да се направи обща оценка на археологическата ситуация на полуострова и на функционирането на пристанищата, разположени в този район.

#### Пристанище Ватрухи
Пристанище Ватрухи или Ватерухи се намира в залива Ватрухи (Жабата), югоизточно от устието на река Ропотамо и северно от нос Коракя (Гарванът). Провеждани са само подводни археологически наблюдения. Всъщност естественият залив Ватрухи е използван за убежище на кораби през античността и средновековието. Някои от тях са оставили каменните си котви, оловните си щокове и средновековните, късносредновековни и съвременни железни котви. В залива Ватрухи биха могли да се направят по-детайлни подводни археологически проучвания с разкопаване на дънния гунд.

#### Енеолитно селище Стамопуло
При копаене на кладенец в местността Качката на 3,5 км северозападно от Приморско през 1922 година селяните се натъкнали на енеолитни находки. Според спомените на учителя Ст. Драгулев, който е предал находките във Варненския музей, те били намерени на 9 м дълбочина. Край влажната зона Стамопуло са открити археологически материали от енеолитната епоха. Те са публикувани от Васил Миков. Самото име на мястото „Стамопуло“, което е гръцко буквално означава „спирка на птици“. Това е наше тълкуване. То е двусъставно и изглежда идва от глагола „стамато“ – спирам и „пули“ – птица. 

#### Змийски остров
Змийският остров се намира северозападно от устието на Ропотамо и отстои само на 200 м от брега и е най-малък по територия наш черноморски остров (0,003 кв. км). Другото му име е „Свети Тома“ и някои автори погрешно го смесват с едноименния остров „Змейный“, който всъщност се намира срещу устието на Дунава и на него се намира светилище на Ахил Понтарх (Ахил господар на Понта) [Гочев 1993, 55]. На българския Змийски остров, който през 1921 г. е бил подарен на цар Борис III, археологически находки не са открити.

#### Църква „Света Параскева“
Намира се в най-вътрешната извивка на едноименния залив. Въпреки че не е обявена за паметник на културата, тази кръстокуполна църква е декларирана и при подновяването ѝ проектът и възстановителните действия трябва да бъдат съгласувани с НИПК. В скоро време трябва да бъдат извършени предварителни по-подробни проучвания с участието на археолози, архитекти и биолози, които да излязат с предложение за точен статут на паметника и евентуално да определят една защитена територия около него, в която всички дейности да се извършват според точни предписания.

#### Други
На полуострова, където сега е разположен град Приморско има следи от антична и вероятно средновековна крепост. Азине, Лезине, Зоне, Зунарита, Атаната, Кюприя, Приморско. Някога Карел Шкорпил е видял останки от крепостна стена, която прегражда източната част на полуострова. Според неговите наблюдения в южния край на обграденото пространство личали следи от голяма сграда. Не са провеждани археологически разкопки. При подводно разузнаване в Южния залив по време на експедицията „Понтос-73“ водолазите откриха площадка от плоски каменни плочи, но тя вероятно има естествен произход.
Литературните и особено картографски извори за селищата на мястото на Приморско са много. В един анонимен портолан от 1553 г. пристанището е наречено Атаната (Странджа, 47). Името Азине четем в картата на Герхард Меркатор, отпечатана в 1634 г., Николаус Фишер от 1698 г. и др. Венцел фон Броняр нарича тукашното пристанище Кюпрю Алти. На картата на Хайнрих Киперт от 1871 г. е отбелязано селото Зунарита, а северно от него Ченгер и северозападно Салихдер (Салихляр). Ая Димитрий (при устието на Ропотамо, Зунарита и Ченгер се срещат в османотурския документ от 1493 година.
Останките от Ая Димитрий и Ченгер са в границите на парка Ропотамо и е желателно да бъдат предложени за обявяване за паметници на културата с определени граници на защитната зона.

### Редовни събития
- Ежегоден международен фестивал на народното творчество.
- Национално Оф Роуд Състезание Приморско 4х4
- 24 май – Празник на град Приморско, традиционен събор, турнир по футбол, турнир по народна борба, спортни събития
- 30 юни – July Morning

## Галерия
- Северният плаж
- Южният плаж
- Лъвската глава
- Църквата „Св. св. Кирил и Методий“ (1930 г.)

## Спорт

### Клубове
- Волейбол – Волейболен клуб „Ропотамо“ години наред участва в състезанията от Републиканската лига;
- Футбол – Футболен клуб „Ропотамо“ се представя успешно в регионалната група;
- Сърфинг – сърф-клуб „Корал“;
- Карате – спортен клуб „Аригато“;
- Подводен риболов – клуб „Марлин“;
- Общински морски клуб.[18]

### Спортни терени и съоръжения в училищата
В училищата на общината се залага на спортната активност за укрепване здравето на децата. В двора на СОУ „Никола Вапцаров“ в град Приморско има модерно изградени – футболно игрище с изкуствена трева, комбинирано игрище за тенис и волейбол със сертифицирани настилки, съоръжения за фитнес на открито. С модерни футболни игрища разполагат Китен, Веселие. Скоро такива ще бъдат изградени в останалите населени места.

## Личности, родени в Приморско
- Людия Иванов (1929 – 2002), български ихтиолог
- Здравко Василев, победител в първия „Биг Брадър“ в България
- Петко Ропотамски, (Ропотамски, Петко Костов), поет, творец – автор на стихосбирки („От бряг до бряг“, „Живот на полуостров“, „Заливи – олтари“, „Под сянката на гларусите“, „Слънчеви ками“ и др.)
- Стоян Налбантов, историк, творец, поет, автор на стихосбирки („Агиологични послания от Южното българско Черноморие“, „Петият сезон“, „Понтийски послания от Приморско“, „Стихове за Приморско – Съвременна българска поезия“, „Стихове от Приморско“ и др.)